# Pseudochthonius mundanus
Pseudochthonius mundanus es una especie de arácnido  del orden Pseudoscorpionida de la familia Chthoniidae.

## Distribución geográfica
Se encuentra en Jamaica.